# Regimentul 1 de grenadieri pedeștri din Garda Imperială

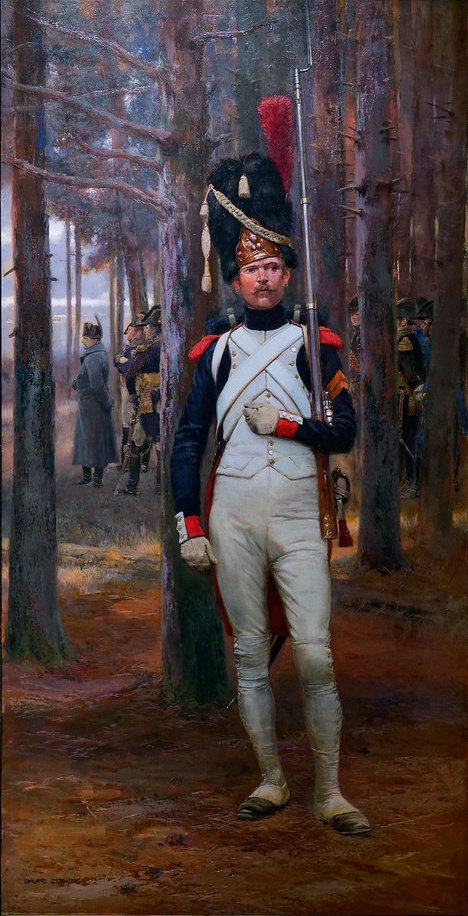
Un grenadier din Garda Imperială în prezenţa Împăratului Napoleon.

Regimentul 1 de grenadieri pedeștri din Garda Imperială a reprezentat o unitate militară din componența Gărzii Imperiale Franceze, care a participat la majoritatea marilor bătălii ale războaielor napoleoniene. Făcând parte din „Vechea Gardă”, imortalizați de Bellangé, Charlet, Détaille, Meissonier sau Raffet, grenadierii pedeștri sunt reprezentanții cei mai simbolici ai Gărzii Imperiale.  

## Origini și organizare
Regimentul își are originea în Garda Consulară, organizată prin hotărârea din 28 noiembrie 1799 și care cuprindea două batalioane de grenadieri pedeștri, de câte 4 companii fiecare. Cele două batalioane se remarcă în mod deosebit la bătălia de la Marengo. După această bătălie, fiecărui batalion i se adaugă 2 companii, apoi, de la 18 mai 1804, se adaugă un corp de veliți, care vor fi trecuți progresiv în rândurile batalioanelor de grenadieri. De la aceeși dată, Mareșalul Imperiului Davout devine colonel comandant al grenadierilor din Gardă, iar comandant al regimentului de grenadieri este numit colonelul Hulin, cu rang de general de brigadă, secondat de maiorul Dorsenne, cu rang de colonel. Regimentul este organizat în iulie 1804, având două batalioane de câte 8 companii. Regimentul avea propriul personal administrativ și propria fanfară.

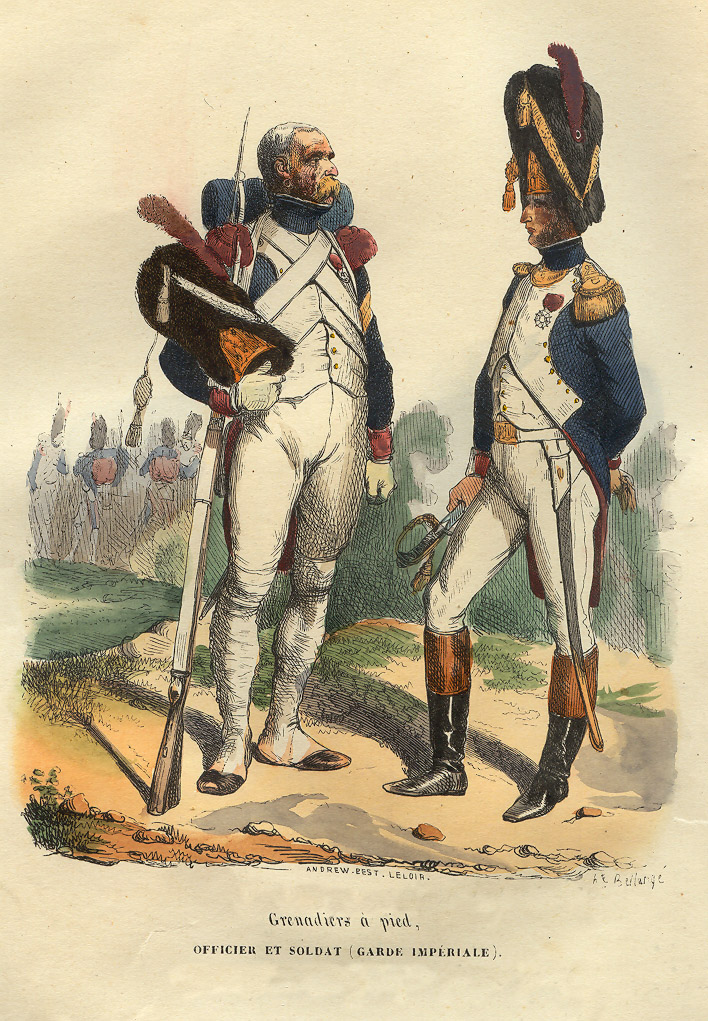
Regimentul 1 de grenadieri. Un soldat şi un ofiţer.

Din 1805, prin încorporarea veliților în regiment, se urmărește aducerea fiecărei companii la efectivul complet de 100 de oameni. Înălțimea minimă admisibilă era de 1,78, apoi, din 1815, 1,76, într-o epocă în care înălțimea medie masculină nu depășea 1,68. De-a lungul Războaielor napoleoniene, încorporarea în acest regiment s-a făcut mai întâi prin crearea unui al doilea regiment, iar soldații din acest regiment erau trecuți în mod regulat în primul. Apoi,  în 1808, cel de-al doilea regiment a fost reunit cu primul, pentru a se completa efectivele acestuia din urmă. În fine, din 1811, un nou decret prevedea că soldații „din linie” care aveau 10 ani de serviciu militar puteau fi admiși în al doilea regiment, iar după 1 an de serviciu în cadrul acestuia, puteau fi admiși în primul regiment. Același decret prevedea că soldații care serveau cel puțin 6 ani în regimentele de pușcași ai Gărzii puteau trece în cel de-al doilea regiment, iar după un an de serviciu aici, puteau trece în primul regiment. În 1813, după dezastruoasa campanie din Rusia, în urma ravagiilor făcute de nemiloasa iarnă rusească în rândurile grenadierilor, toți soldații din al doilea și al treilea regiment de grenadieri trec în cadrul primului regiment..

## Istoric
Regimentul participă la războiul celei de-a Treia Coaliții fără a fi nevoie să fie angajat, iar un an mai târziu este pe câmpurile de bătălie din Germania centrală, în cadrul războiului celei de-a Patra Coaliții, fiind angajat puternic la Eylau. După o scurtă perioadă petrecută în Spania, alături de Împărat, regimentul participă, printre altele, la sângeroasa bătălie de la Essling, apoi la cea de la Wagram, din cadrul războiului celei de-a Cincea Coaliții. În timpul campaniei din Rusia, regimentul 1 de grenadieri înregistrează pierderi uriașe, dar rămâne în stare de luptă și, reformat, participă la războiul celei de-a Șasea Coaliții. Un contingent din cadrul regimentului îl însoțește pe Împăratul Napoleon I în exil pe insula Elba. În timpul celor o sută de zile, întreaga Gardă participă la campania din Belgia, luptând eroic la bătălia de la Ligny. La bătălia de la Waterloo, regimentul 1 este angajat spre seară în cadrul atacului Gărzii, fiind în linia a doua. După retragerea Gărzii, regimentul își păstrează formația și acoperă retragerea.
În 1815, Restaurația franceză desființează regimentul 1 de grenadieri pedeștri din Garda Imperială.